# Yves Akkermans
Yves Akkermans is een personage uit de Vlaamse soap Thuis. Akkermans werd gespeeld door Alexander van Bergen van 1998 tot 2000, toen het personage uit de serie verdween.

## Rol in verhaallijn
Yves bood zich aan als kapper bij de voormalige kapsalon van Rosa en kreeg die baan. Yves begon wat later een relatie met Rosa, maar Rosa verbrak de relatie toen zij hoorde dat Yves biseksueel was. Yves begon daarna iets met Rosa's dochter Peggy. Rosa mocht dit absoluut niet te weten komen, maar dat gebeurde toch. Daarop vertrok Yves.